# Iwan Szapowałow
Iwan Nikolajewicz Szapowałow (ros. Иван Николаевич Шаповалов, ur. 28 maja 1966) – rosyjski producent muzyczny, założyciel i były producent muzyczny projektu t.A.T.u.

## Życiorys

### Dzieciństwo, początki kariery
Szapowałow urodził się w mieście Kotowo w obwodzie wołgogradzkim położonym w RFSRR. Jest synem artysty, Nikołaja Aleksandrowicza, oraz nauczycielki fizyki, Nadieżdy Riczardownej. Dzięki matce uczył się w szkole fizyki. W 1988 roku ukończył studia w Instytucie Medycznym w Saratowie na wydziale psychiatrii dziecięcej. Po ukończeniu studiów otworzył swoją prywatną klinikę w Bałakowie. Od 1992 do 1999 roku był dyrektorem marketingu i reklamy, studiując na tym kierunku w Stanach Zjednoczonych. W tym czasie m.in. poznał Aleksandra Wojtyńskiego i stworzył kampanię reklamową dla firmy komputerowej R&K, współtworzoną z Borisem Reńskim. Od 1996 do 1998 roku pracował nad projektem Russian Vine-Vodka the Company, którego był menedżerem wizerunku artystek.

### Kariera producencka
W 1999 roku razem z Wojtyńskim, Reńskim, Sergio Galojanem i Eleną Kiperą stworzył projekt muzyczny t.A.T.u., który tworzyły Jelena Katina i Julija Wołkowa. Szapowałow odpowiedzialny był wówczas za tworzenie kontrowersyjnego wizerunku zespołu, pracował m.in. nad teledyskiem do singla „Ja soszła s uma” (ang. „All the Things She Said” oraz założył firmę produkcyjną Neformat. W 2003 roku stworzył projekt Podniebiesnaja, zaczął pracować jako producent takich artystów, jak 7B i n.A.T.o..
W 2004 roku Katina i Wołkowa postanowiły odejść z zespołu, kończąc współpracę z Szapowałowem uznając, że był bardziej zainteresowany skandalami wokół artystek niż nagrywaniem kolejnych utworów.
Pod koniec sierpnia 2006 roku Szapowałow wydał utwór „Ja nie ludojed”, który nagrał razem z Helyą. Rok później razem z Pawłem Wrublewskim został właścicielem strony internetowej Mp3search.ru.